# Banque Baloise
La Banque Baloise SA est une banque dont le siège se trouve à Soleure en Suisse,. Elle est issue de la reprise par le Groupe Bâloise en 2000 de la Solothurner Bank SoBa, elle même l'ancienne banque cantonale soleuroise,. Le Suisse Jürg Ritz est directeur général de la Banque Baloise depuis 2010.
La Banque a dégagé un bénéfice net de CHF 22,5 millions en 2014, en augmentation de 1,4 % par rapport à l'année précédente.

## Domaines d'activité
La Banque Baloise et la Baloise Assurance agissent ensemble en tant que prestataire de services financiers ciblés, une combinaison de banque et d'assurance. La banque est surtout présente dans la région soleuroise.  
Avec "Security World", la Banque Baloise et Baloise Assurance proposent des services financiers avec une « prévention intelligente ». En 2010, la Bâloise Investment Advice (BIA) a introduit un nouveau type de conseil qui intègre la connaissance de l'économie comportementale et révèle ainsi des facteurs cachés et irrationnels dans le processus de décision de l'investisseur. 

## Organisation
Baloise Assurance emploie environ 3 700 personnes en Suisse. La Banque Baloise et Baloise Assurance font partie du Bâloise Holding, dont le siège se trouve à Bâle. Les actions du Bâloise Holding sont cotées sur le segment principal de SIX Groupe anciennement SIX Swiss Exchange. Le Groupe Baloise emploie environ 8 000 personnes.